# Benton (Tennessee)
Benton település az Amerikai Egyesült Államok Tennessee államában, Polk megyében, melynek megyeszékhelye is. Lakosainak száma 1523 fő (2020. április 1.).

## Népesség
A település népességének változása:

| 2010 | 1 385 |
| 2020 | 1 523 |